# 信原済夫
信原 済夫（のぶはら ますお、1886年〈明治19年〉1月15日 - 不明 ）は日本の実業家である。三井物産参事。岡山県高梁市出身。

## 経歴

### 生い立ち
1886年（明治19年）、岡山県川上郡（現在の高梁市）で生まれる。旧制・高梁中学（現・岡山県立高梁高等学校）を経て、1905年（明治38年）第六高等学校二部甲類に進学、中学時代の同期である池田亮次と同級生だった。1908年（明治41年）、同校を卒業し、東京帝国大学工学部機械工学科へ進学した。1911年（明治44年）7月同大学を卒業後、25歳で三井物産へ就職した。

### 三井物産へ就職後
入社後、信原は、ドイツにあるベルリン支店に勤務となった。そこで十数年勤務し、帰国後は同社の総務部長に昇格した。1938年（昭和13年）、52歳の時に三井物産の機械部参事となった。

## 共同アパートメント構想

### アジア初の東京オリンピックの開催に向けて
信原が中心となり 、関東大震災の翌年の大正13（1924 ）年から2度におよぶベルリンでの海外勤務の間に、外国人向けアパートメントを構想するにいたった。場所は東京駒込であり、信原は、この共同住宅を「VILLA GRUNEWALD」と命名した。これは、ドイツ語で「森の中の住まい」を意味し、信原が住んでいたベルリン郊外に同名の別荘地があり、美しい針葉樹林に囲まれ、ベルリン市民にとって憩いの場所だった。信原は欧米の住宅地に感銘を受け、東京近郊に土地を購入し、共同住宅を建設することを決意した。
その駒込の土地は、1935年に購入し、アパート建設が始まったのは1936年の初秋からだった。しかし、周辺住民からの建設反対運動があった。信原はこの住宅を外国人向けのアパートメントとして計画し、日本人の家庭が抱える狭さやプライバシーの欠如を解決するため、訪問客を迎えるための宿泊施設の重要性を周辺住民に訴えた。信原は、こうした住宅の問題が1936年のベルリンオリンピックを通じて、1940年開催予定だった東京オリンピック（戦争により中止となった）においても、宿泊施設の問題として現れることを懸念していた。
信原は、共同住宅を計画する際、オリンピック期間中に宿舎として転用できるように、当初からその可能性を考慮していた。完成後、信原本人も住む予定で、他の住戸には欧米人を迎え入れるつもりだった。また、彼は高層住宅の建設について、従来の日本家屋の狭さやプライバシーの問題を解決するため、高層住宅を推奨した。さらに、東京を国際都市として整備するために、高層化は避けられない課題であるとも述べていた。高層住宅の利点は、家族構成の変化に対応できる点や、都市インフラの効率化が挙げらた。欧米人を迎えるための住宅建設については、街並みの整備と社会的意義にも言及している。一方、周辺住民の反対意見の中には、高層住宅が低層住宅地に突然建設されることに対する不安などがあった。信原は、計画に多額の費用を投じており、その理解を求めるために書面での訴えをおこなった。
信原が計画した共同住宅は、周囲との軋轢を乗り越えて建設された。申請では、1937年（昭和12年）12月27日に竣工したことになっているが、実際には工期が遅れ、1938年4月頃に完成した。信原はこの共同住宅を欧米人向けに企画し、実際に欧米人居住者を迎え入れ、自身も居住して管理人を兼ねていた。しかし、1940年（昭和15年）に予定されていた東京オリンピックは、昭和12年に始まった日中戦争の影響で、1938年7月に中止が決定された。そのため、信原が心血を注いで建設したこの共同住宅が、外国人向けのオリンピック宿舎として使用されることはなかった。